# Cumbres Borrascosas (1979)
Cumbres Borrascosas é uma telenovela mexicana, produzida pela Televisa e exibida pelo El Canal de las Estrellas entre 7 de novembro de 1979 e 19 de março de 1980.
Foi uma mini telenovela semanal exibida nas quartas feiras às 17:30.

## Elenco
- Alma Muriel
- Gonzalo Vega
- Bertha Moss
- Rocío Brambila